# I Giochi asiatici invernali
I I Giochi asiatici invernali si sono svolti a Sapporo, in Giappone, dall'1 al 4 marzo 1986.
L'assegnazione della prima edizione al Giappone fu decisa nel 1984 a Seul, in Corea del Sud.

## Nazioni partecipanti
Hanno partecipato sette nazioni, tutte ovviamente al debutto nella manifestazione; tra parentesi è indicato il numero di atleti per ognuna di esse:
- Cina (63)
- Hong Kong (4)
- India (14)
- Giappone (92)
- Mongolia (4)
- Corea del Nord (51)
- Corea del Sud (65)

## Discipline
Vennero disputate in totale 35 diverse gare per quattro sport e sette discipline diverse:
- Sci alpino (4) (dettagli)
- Biathlon (3) (dettagli)
- Sci di fondo (6) (dettagli)
- Pattinaggio di figura (4) (dettagli)
- Hockey su ghiaccio (1) (dettagli)
- Short track (8) (dettagli)
- Pattinaggio di velocità (9) (dettagli)

Il salto con gli sci è stato sport dimostrativo in questa edizione dei Giochi asiatici invernali.

## Medagliere
Paese ospitante
| Posiz. | Nazione        | Oro | Argento | Bronzo | Totale |
| ------ | -------------- | --- | ------- | ------ | ------ |
| 1      | Giappone       | 29  | 23      | 6      | 58     |
| 2      | Cina           | 4   | 5       | 12     | 21     |
| 3      | Corea del Sud  | 1   | 5       | 12     | 18     |
| 4      | Corea del Nord | 1   | 2       | 5      | 8      |
| Totale | Totale         | 35  | 35      | 35     | 105    |